# Cozmești (Vaslui)
Cozmeşti è un comune della Romania di 2 462 abitanti, ubicato nel distretto di Vaslui, nella regione storica della Moldavia. 
Il comune è formato dall'unione di 4 villaggi: Bălești, Cozmești, Fâstâci, Hordilești.
Cozmeşti è divenuto comune autonomo nel 2004, staccandosi dal comune di Delești.